# Rabil (Cap Verd)
Rabil (crioll capverdià Rabil) és una vila a la part occidental de l'illa de Boa Vista a l'arxipèlag de Cap Verd. És l'antiga capital de l'illa. És la segona vila més poblada, a 6 kilòmetres al sud-est de la capital, Sal Rei. L'aeroport internacional Aristides Pereira és vora la vila.